# Еланда (Республика Алтай)
Еланда — село в Чемальском муниципальном районе Республике Алтай России, входит в Чемальское сельское поселение. Основано в 1836 году.

## Название
Название села происходит от алтайского слова «змеи», «имеющий змей»; другой вариант перевода — «открытое место».

## География
Село расположено к югу от Горно-Алтайска, в долине реки Катуни. Расстояние до районного центра Чемала в 20 км. До Еланды дорога асфальтированная, после Еланды асфальт заканчивается, в сторону Куюса идет гравийная дорога.

## Достопримечательности
В километре выше села Еланда находятся Еландинские пороги на реке Катунь.
В 2011 году для съемок сериала «Пока цветет папоротник» в селе был построен «Дом колдуна». Подворье включало в себя дом из нескольких этажей, амбары, подвал и даже отдельную пыточную комнату. Ожидалось, что после окончания съемок дом станет туристическим объектом, однако уже через несколько месяцев он был разобран на дрова местными жителями.

## Население
| 2010 | 2011 | 2012 | 2013 | 2014 | 2015 | 2016 |
| ---- | ---- | ---- | ---- | ---- | ---- | ---- |
| 151  | ↗152 | ↘145 | ↗148 | ↗150 | ↘149 | ↗154 |